# Burgau

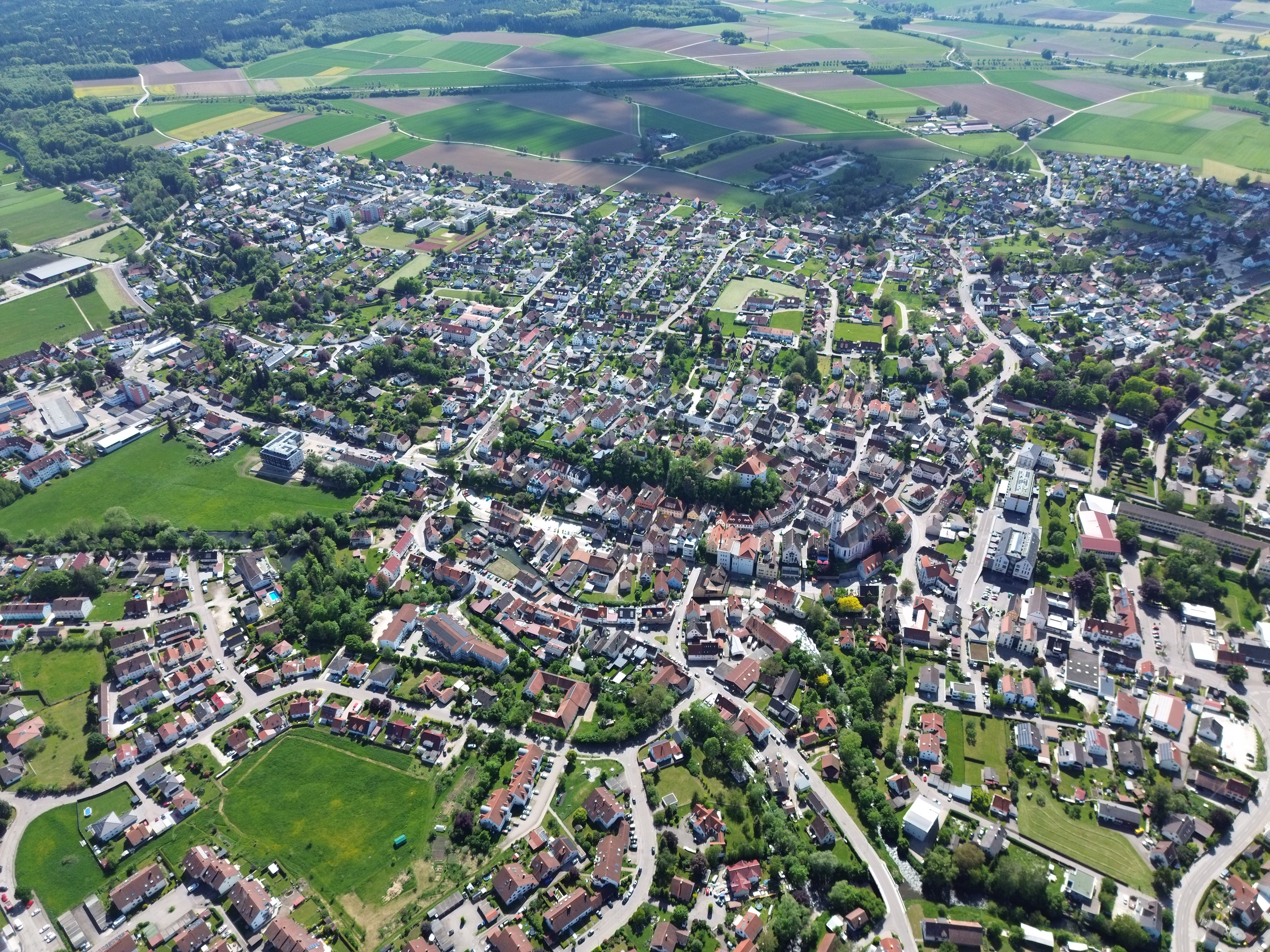
Burgau von Oben

Burgau ist eine Stadt im schwäbischen Landkreis Günzburg in Bayern.
Die Stadt verfügt über eine wechselvolle Geschichte. Die einstige Markgrafschaft Burgau gehörte über 500 Jahre (1301–1805) zu Vorderösterreich.
Heute ist die Stadt auch durch die hier beheimatete und vom Bezirk Schwaben geförderte Rehabilitationsklinik für schwer Schädel- und Hirnverletzte bekannt.

## Geographie

### Geographische Lage
Burgau liegt an der Mindel, einem rechten Nebenfluss der Donau. Die Stadt ist Teil des Schwäbischen Barockwinkels und Ober- bzw. Mittelschwabens. Naturräumlich gehört sie zum Alpenvorland bzw. zur Donau-Iller-Lech-Platte;
Der höchstgelegene Punkt ist der „Sulzkopf“ mit 521 m ü.NHN im Süden, der niedrigste Punkt ist nördlich des Silbersee (Remshart) mit 442 m ü. NHN.
Es gibt 7 Gemeindeteile (in Klammern ist der Siedlungstyp angegeben):
- Burgau (Hauptort)
- Großanhausen (Kirchdorf)
- Kleinanhausen (Kirchdorf)
- Limbach (Pfarrdorf)
- Nußlachhof (Weiler)
- Oberknöringen (Kirchdorf)
- Unterknöringen (Pfarrdorf)

Es existieren folgende Gemarkungen: Burgau, Großanhausen und Limbach.

### Flächenerhebung
| Flächenerhebung    | Flächenerhebung              | Flächenerhebung | Flächenerhebung |
| ------------------ | ---------------------------- | --------------- | --------------- |
| Siedlung           |                              | 436 ha          | 16,8 %          |
|                    | Wohnbaufläche                | 197 ha          | 7,6 %           |
|                    | Industrie- u. Gewerbefläche  | 119 ha          | 4,6 %           |
| Verkehr            |                              | 252 ha          | 9,7 %           |
| Vegetation         |                              | 1867 ha         | 72 %            |
|                    | Landwirtschaft               | 1364 ha         | 52,6 %          |
|                    | Wald                         | 412 ha          | 15,9 %          |
| Gewässer           |                              | 37 ha           | 1,4 %           |
| Bodenfläche gesamt |                              | 2593 ha         | 100 %           |
|                    | Siedlungs- u. Verkehrsfläche | 677 ha          | 26,1 %          |

Flächenerhebung zum 31. Dezember 2020

### Nachbargemeinden
Die Gemeinden in der Umgebung sind im Uhrzeigersinn die Gemeinde Dürrlauingen, die Gemeinde Haldenwang (Landkreis Günzburg), die Gemeinde Röfingen, der Markt Jettingen-Scheppach, die Gemeinde Kammeltal, die Gemeinde Kötz sowie die Gemeinde Rettenbach (Landkreis Günzburg).

## Geschichte

### Bis zum 19. Jahrhundert
Anno 1147 wurde Bruno von Burgau erstmals urkundlich erwähnt. Das Entstehen der „Burg ob der Au“ wird um das Jahr 1100 herum vermutet. Die Edlen von Burgau werden letztmals 1211 im Schenkungsbuch des Klosters Wettenhausen genannt. Die Grafen von Burgau aus dem Hause Berg (bei Ehingen) übernahmen dann vor April 1212 die Herrschaft. Zwischen Mitte 1214 und September 1216 erscheint Heinrich I. von Burgau dann erstmals mit dem Markgrafentitel. Er hatte diesen über seine Mutter Adelheid von den im April 1212 im Mannesstamm ausgestorbenen Markgrafen von Ronsberg geerbt. Zur Geschichte der Burgauer Markgrafen aus dem Hause Berg (1212 bis ca. 1301) siehe Markgrafen Heinrich I., Heinrich II. und Heinrich III. von Burgau. Am 23. November 1288 heiratete der Enkel von Heinrich II., der spätere Markgraf Heinrich III. von Burgau, Margareta von Hohenberg. Margareta war die Nichte des Habsburgers König Rudolf I. und die Cousine des späteren Königs Albrecht (1298–1308). Diese Verbindung dürfte mit entscheidend für die Übergabe der Markgrafschaft um 1301 an die Habsburger gewesen sein. Markgraf Heinrich III. von Burgau hatte keine Söhne und war vermutlich in wirtschaftlich schwieriger Lage. Nach Übergabe der Herrschaft an die Habsburger ging er nach Augsburg ins Kloster. Im Totenbuch des Dominikanerinnenklosters Sankt Katharina ist er als Frater Heinrich vermerkt.
Zur Geschichte der Markgrafschaft Burgau unter österreichischer Herrschaft siehe Markgrafschaft Burgau. Der Wittelsbacher Kaiser Ludwig IV. (der Bayer) belagerte am Ende des Jahres 1324 vergebens die Stadt.

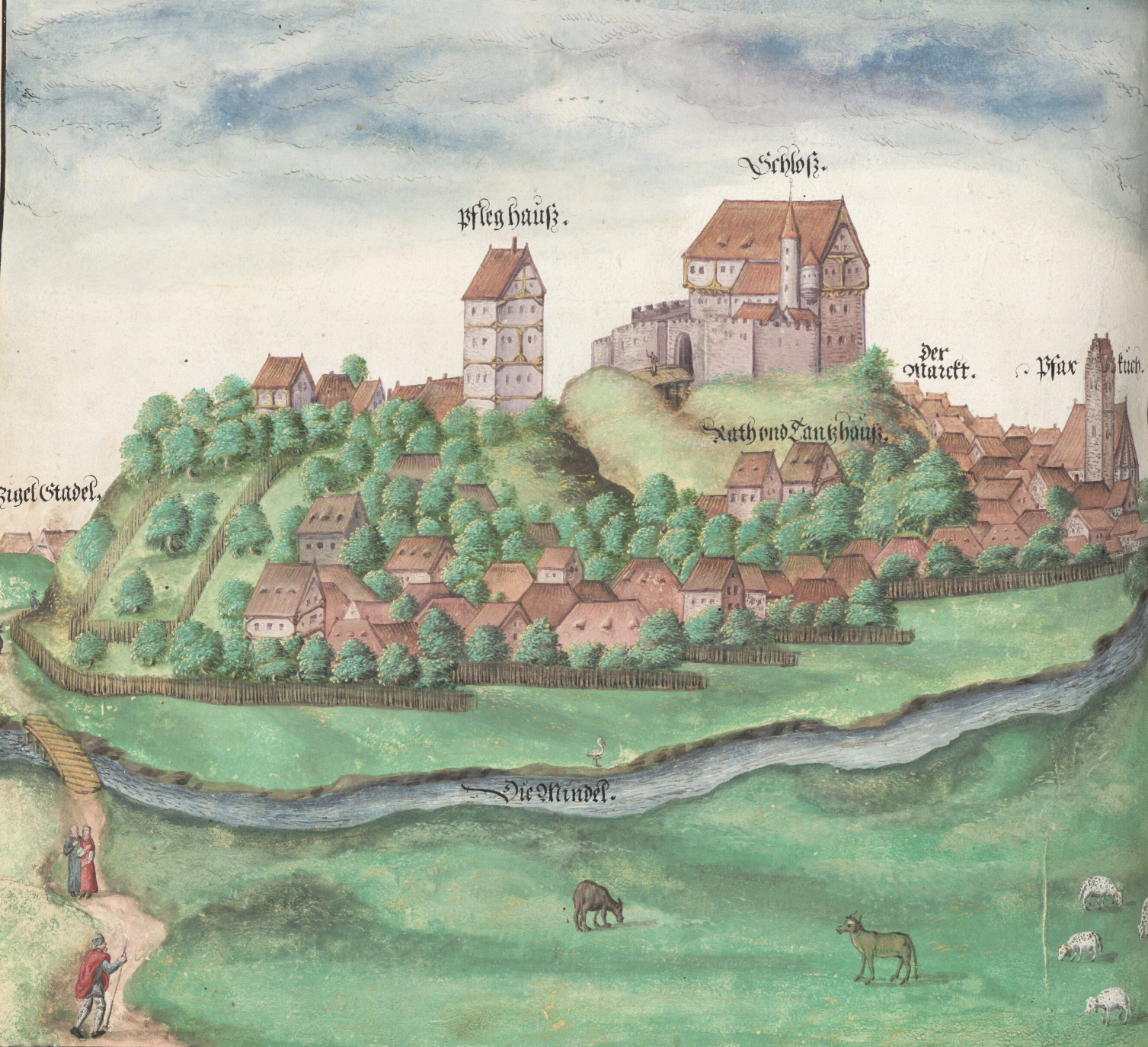
Ansicht der Stadt Burgau in der Markgrafschaft Burgau im Jahr 1559 aus dem "Ehrenspiegel des Hauses Österreich"

Im Bauernkrieg 1525 unterstützten die Burgauer die Leipheimer Aufständischen, konnten deren Niederlage aber nicht abwenden. Schwere Zeiten durchlitt die Stadt im Dreißigjährigen Krieg und im Spanischen Erbfolgekrieg.
1806 wurde Burgau ins Königreich Bayern eingegliedert. 1834 hielt das Industriezeitalter in Burgau ein mit dem ersten Industriebetrieb, einer Bandweberei. Die Eröffnung der Bahnstrecke Augsburg-Ulm im September 1853 führte zu einem weiteren wirtschaftlichen Aufschwung. Durch eine bayerische Verwaltungsreform im Jahr 1862 wurde ein Amtsgericht, ein Notariat und ein Finanzamt geschaffen. Im Folgejahr bewirkte ein Großbrand das Entstehen der Freiwilligen Feuerwehr. Das Jahr 1904 brachte das elektrische Licht, 1908 folgte der erste Telefonanschluss, 1911 wurde die moderne Wasserversorgung der Stadt in Angriff genommen.

### 20. Jahrhundert

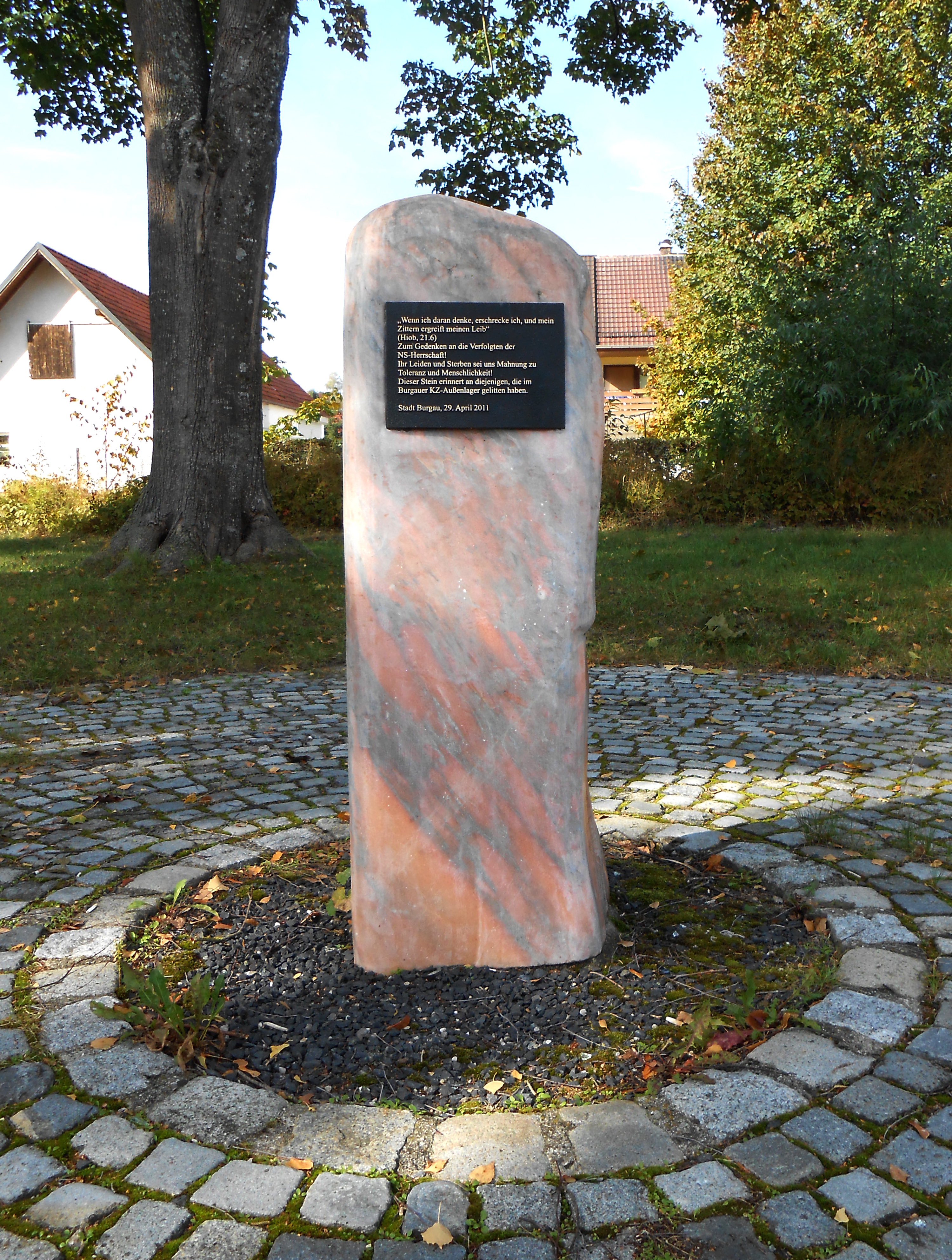
Nahe dem einstigen Lagerareal erinnert ein Gedenkstein an die Häftlinge des KZ Burgau

Vor dem Ende des Zweiten Weltkrieges wurden im Februar 1945 ein Konzentrationslager in Burgau, nämlich ein Männerlager und im März ein Frauenlager, als Außenlager des KZ Dachau errichtet. Die über 1000 Häftlinge, darunter 500 jüdische Frauen und Mädchen aus Polen und Ungarn, hierher verlegt aus den Konzentrationslagern Dachau, Bergen-Belsen und Ravensbrück, mussten unter elenden Bedingungen in den Kuno-Werken im Scheppacher Forst beim Flugzeugbau Zwangsarbeit verrichten. 18 von ihnen starben und wurden auf dem jüdischen Friedhof in Ichenhausen begraben. Die meisten der verbliebenen Häftlinge, vor allem die jüdischen Frauen, wurden im März und April 1945 über das KZ-Außenlager Kaufering VI – Türkheim nach Allach mit einem Todesmarsch „evakuiert“ und dort schließlich größtenteils befreit.
Nach dem Zweiten Weltkrieg wurden rund 1600 Heimatvertriebene der Stadt zur Unterbringung zugewiesen.

### Eingemeindungen
Infolge der bayerischen Gebietsreform wurden am 1. Mai 1978 die Gemeinden Oberknöringen, Unterknöringen mit Großanhausen (bis 1865 Groß- und Kleinanhausen, am 1. Juli 1970 nach Unterknöringen eingemeindet) und Limbach eingegliedert.

### Bevölkerungszahlen
Im Stadtgebiet leben 10.683 Einwohner (1. November 2023), die sich wie folgt auf die Ortsteile verteilen:
- Ortsteil Burgau (8301 Einwohner)
- Ortsteil Großanhausen (109 Einwohner)
- Ortsteil Kleinanhausen (213 Einwohner)
- Ortsteil Limbach (294 Einwohner)
- Ortsteil Oberknöringen (901 Einwohner)
- Ortsteil Unterknöringen (865 Einwohner)

### Einwohnerentwicklung
Zwischen 2010 und 2023 wuchs die Stadt von 9290 auf 10683 um 1393 Einwohner bzw. um 15 %.

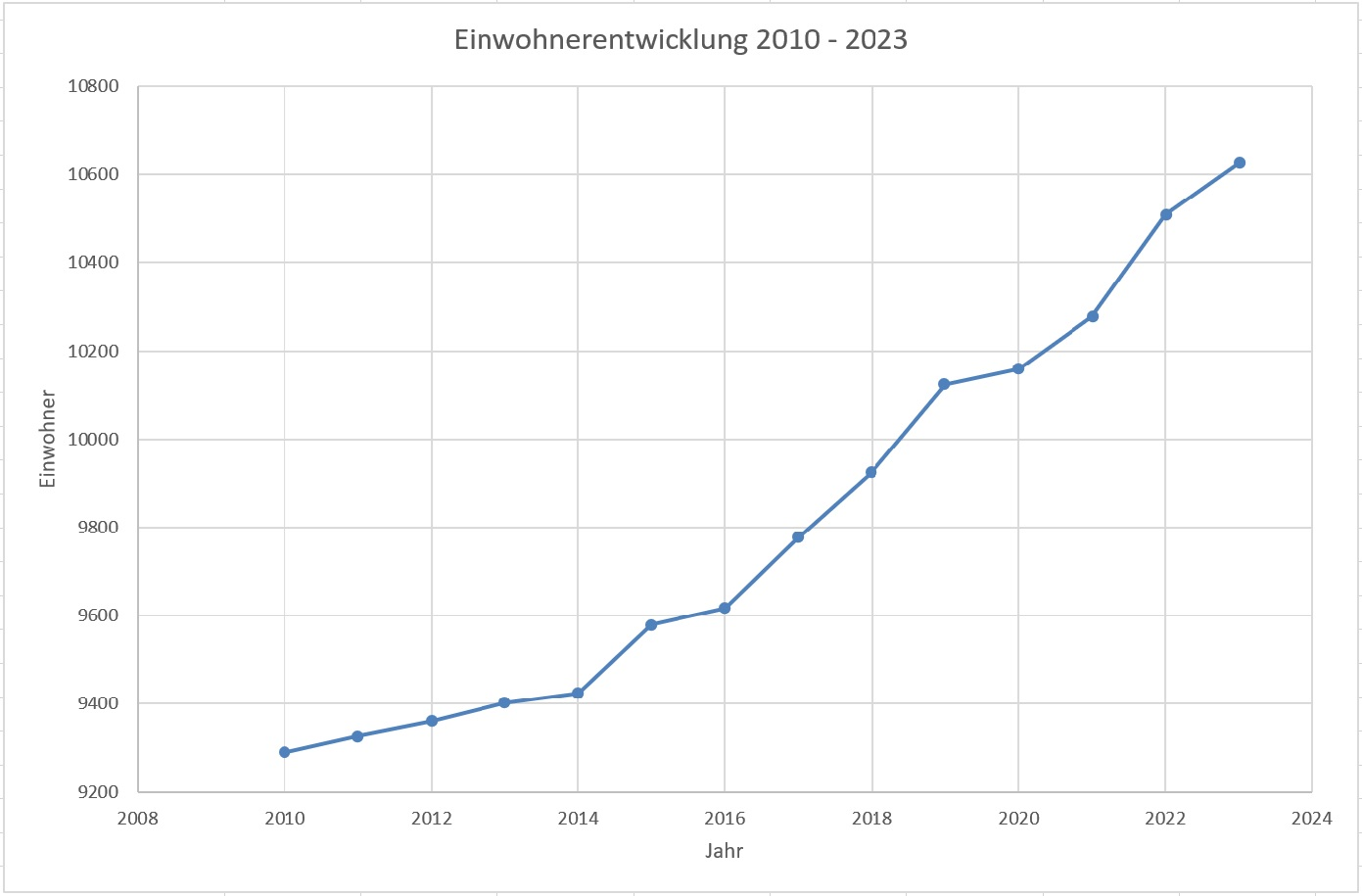

| Jahr      | 1840 | 1874 | 1900 | 1925 | 1939 | 1950 | 1961 | 1970 | 1987 | 2008 | 2009 | 2010 | 2011 | 2012 | 2013 | 2014 | 2015 | 2016 | 2017 | 2018 | 2019  | 2020  | 2021  | 2022  | 2023  |
| Einwohner | 3619 | 3421 | 3237 | 3455 | 3646 | 5921 | 7157 | 7847 | 8111 | 9307 | 9254 | 9290 | 9327 | 9361 | 9401 | 9424 | 9579 | 9617 | 9777 | 9923 | 10123 | 10159 | 10278 | 10509 | 10683 |

## Religion
Es bestehen die drei Pfarreien Mariä Himmelfahrt in Burgau, St. Martin in Unterknöringen und St. Stephan in Limbach. Sie gehören zum Dekanat Günzburg und bilden zusammen die Pfarreiengemeinschaft Burgau.
Mit Stand vom 15. Mai 2022 sind von den 10.235 Einwohnern in Burgau 5328 Römisch-Katholisch, 962 Evangelisch und 3945 sind Bekenntnislose bzw. gehören einer anderen Religion an.
Die Muslimische Gemeinschaft organisiert sich im Türkisch-Islamischen Verein DITIB und verfügt über eigene Gebetsräume.

## Politik

### Stadtrat
Der Stadtrat hat 20 Mitglieder. Bei den vergangenen Kommunalwahlen verteilten sich die Sitze folgendermaßen auf die einzelnen Listen:
| Sitzverteilung bei der Kommunalwahl  | 2002 | 2008 | 2014 | 2020 | Stadtratswahl 2020Wahlbeteiligung: 52,7 % 3020100 27 %18 %12,2 %11,9 %11,8 %7,8 %6,4 %4,2 % CSUFrei WählerCWGSPDFDPGrüneABBDie Partei |
| ------------------------------------ | ---- | ---- | ---- | ---- | --- |
| CSU                                  | 6    | 5    | 5    | 6    | Stadtratswahl 2020Wahlbeteiligung: 52,7 % 3020100 27 %18 %12,2 %11,9 %11,8 %7,8 %6,4 %4,2 % CSUFrei WählerCWGSPDFDPGrüneABBDie Partei |
| Bündnis 90/Die Grünen                | -    | -    | -    | 2    | Stadtratswahl 2020Wahlbeteiligung: 52,7 % 3020100 27 %18 %12,2 %11,9 %11,8 %7,8 %6,4 %4,2 % CSUFrei WählerCWGSPDFDPGrüneABBDie Partei |
| FW Bayern / Freie Wähler Vereinigung | 7    | 5    | 4    | 4    | Stadtratswahl 2020Wahlbeteiligung: 52,7 % 3020100 27 %18 %12,2 %11,9 %11,8 %7,8 %6,4 %4,2 % CSUFrei WählerCWGSPDFDPGrüneABBDie Partei |
| SPD                                  | 3    | 3    | 3    | 2    | Stadtratswahl 2020Wahlbeteiligung: 52,7 % 3020100 27 %18 %12,2 %11,9 %11,8 %7,8 %6,4 %4,2 % CSUFrei WählerCWGSPDFDPGrüneABBDie Partei |
| FDP/Freie Bürger                     | 1    | 2    | 2    | 2    | Stadtratswahl 2020Wahlbeteiligung: 52,7 % 3020100 27 %18 %12,2 %11,9 %11,8 %7,8 %6,4 %4,2 % CSUFrei WählerCWGSPDFDPGrüneABBDie Partei |
| Christliche Wählergemeinschaft       | 3    | 3    | 4    | 2    | Stadtratswahl 2020Wahlbeteiligung: 52,7 % 3020100 27 %18 %12,2 %11,9 %11,8 %7,8 %6,4 %4,2 % CSUFrei WählerCWGSPDFDPGrüneABBDie Partei |
| Aktive Bürger Burgau                 | –    | 2    | 2    | 1    | Stadtratswahl 2020Wahlbeteiligung: 52,7 % 3020100 27 %18 %12,2 %11,9 %11,8 %7,8 %6,4 %4,2 % CSUFrei WählerCWGSPDFDPGrüneABBDie Partei |
| Die Partei                           | –    | -    | -    | 1    | Stadtratswahl 2020Wahlbeteiligung: 52,7 % 3020100 27 %18 %12,2 %11,9 %11,8 %7,8 %6,4 %4,2 % CSUFrei WählerCWGSPDFDPGrüneABBDie Partei |

### Bürgermeister
Erster Bürgermeister ist seit 1. Mai 2020 Martin Brenner (CSU), der am 15. März 2020 bei vier Bewerbern mit 37,6 % der Stimmen noch hinter Amtsinhaber Konrad Barm (39,4 %) lag, jedoch in der Stichwahl am 29. März 2020 mit 56,9 % der Stimmen gewählt wurde.
Sein Vorgänger war von Mai 2002 bis April 2020 Konrad Barm (Freie Wählervereinigung). Er war zuletzt 2014 mit 79,2 % der Stimmen im Amt bestätigt worden.

### Wappen
| Wappen von Burgau | Blasonierung: „In Blau auf grünem Boden ein zinnengekrönter silberner Torturm zwischen zwei grünen Tannen.“ |
| Wappen von Burgau | Wappenbegründung: Burgau erhielt um 1300 das Stadtrecht. Vermutlich führte die Stadt bereits seit dieser Zeit ein Siegel. Ein Abdruck ist allerdings erst seit 1392 überliefert; er zeigt einen fenster- und torlosen Rundturm mit Spitzdach über einem Zinnenkranz zwischen zwei Bäumen. Diese Darstellung bedeutet Burg in der Au und steht redend für den Ortsnamen. Der Turm ist mit dem österreichischen Bindenschild belegt, in Rot ein silberner Balken. Dieser Schild weist auf das Haus Habsburg als Inhaber der Markgrafschaft hin, das in der Stadt den Hauptsitz hatte. Als Burgau 1805 zu Bayern kam, musste der Bindenschild mit dem Hinweis auf die frühere Landeszugehörigkeit wegfallen. Im Jahr 1813 erhielt das Wappen eine Ährenkrone. Nach französischem Muster sollten Anfang des 19. Jahrhunderts die Kommunalwappen mit Rangabzeichen versehen werden. Je nach Klassifikation der Städte erhielten die Wappen Mauerkronen mit unterschiedlich vielen Zinnen oder eine Ährenkrone. Burgau war die einzige Stadt mit einer Ährenkrone. Sie blieb bis 1928 Bestandteil des Wappens. |

### Städtepartnerschaften
- Österreich: Bereits seit Mitte der 1970er Jahre bestehen Kontakte zur Marktgemeinde Burgau in der Steiermark. Offiziell besiegelt wurde die Städtepartnerschaft im Jahr 1982.
- Deutschland: Bereits seit 1978 pflegen insbesondere die Einwohner der Gemeindeteile Ober- und Unterknöringen den Kontakt zur Partnergemeinde Knöringen (bei Landau in der Pfalz).

## Kultur und Sehenswürdigkeiten

### Museen
- Museum der Stadt Burgau im Schloss
- Tiermuseum Burgau (derzeit geschlossen)
- Das Automuseum Burgau stellte zwischen 1974 und 1991 alte Automobile und Motorräder aus.

### Bauwerke
Das Stadtbild prägen:
- der 1614 errichtete Blockhausturm (das einzig erhaltene Stadttor)
- der Marienbrunnen (sog. „Röhrenkasten“) am Kirchplatz mit einer von Franz Schäfferle 1696 konzipierten, 1731 aufgestellten Figur
- die Sankt-Leonhards-Kapelle von 1668 mit barocker Fassade
- die von 1788 bis 1791 errichtete Stadtpfarrkirche
- das hoch über dem Mindeltal thronende Schloss
- das ehemalige Kapuzinerkloster. In dessen Kirche befand sich ursprünglich in der Apsis das Bild von Leonardo da Vinci „Madonna mit der Nelke“, welches sich heute in der Münchner Alten Pinakothek befindet.
- die Loretokapelle mit schwarzer Madonna
- die alte Mädchenschule
- das alte Rathaus. Im ehemaligen Sitzungssaal ist in der Stuckdecke noch der österreichische Adler zu sehen.
- das älteste Wohnhaus Burgaus aus der Zeit des Dreißigjährigen Krieges am Weg zum Schloss
- die alte Münzprägestätte. Auch hier ist noch eine Stuckdecke mit dem österreichischen Adler zu sehen.

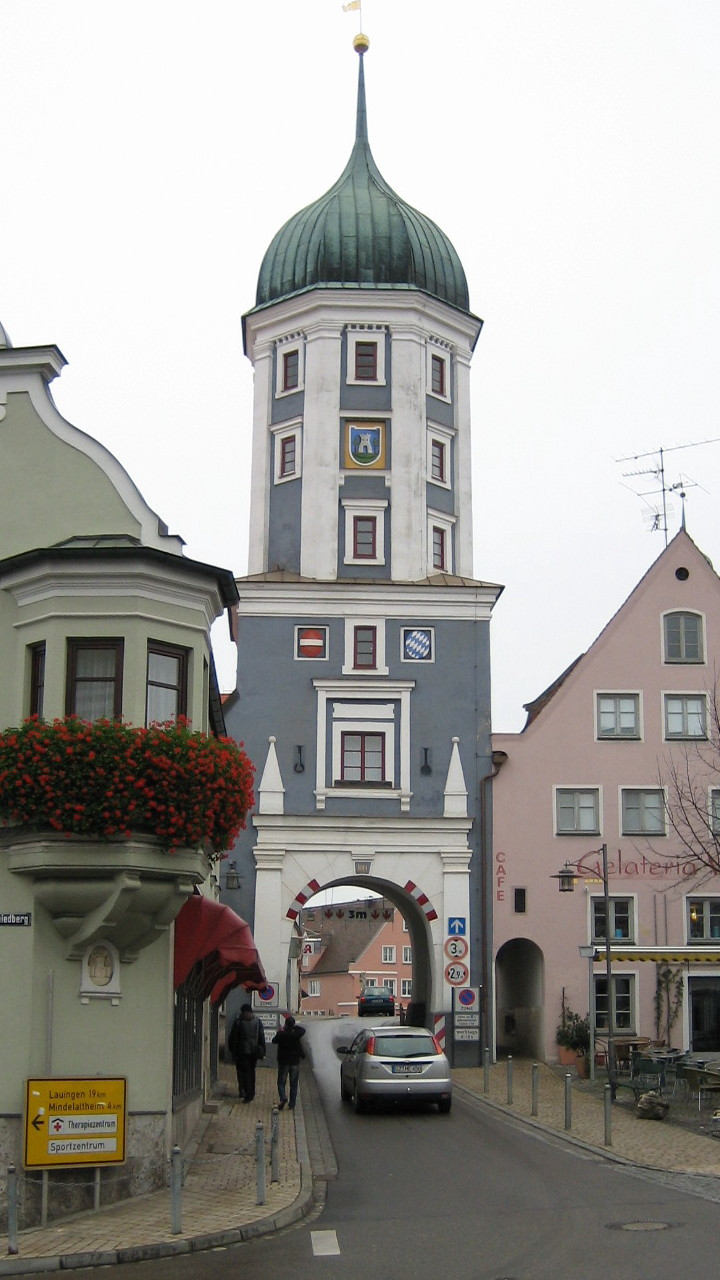
Blockhausturm, stadteinwärts
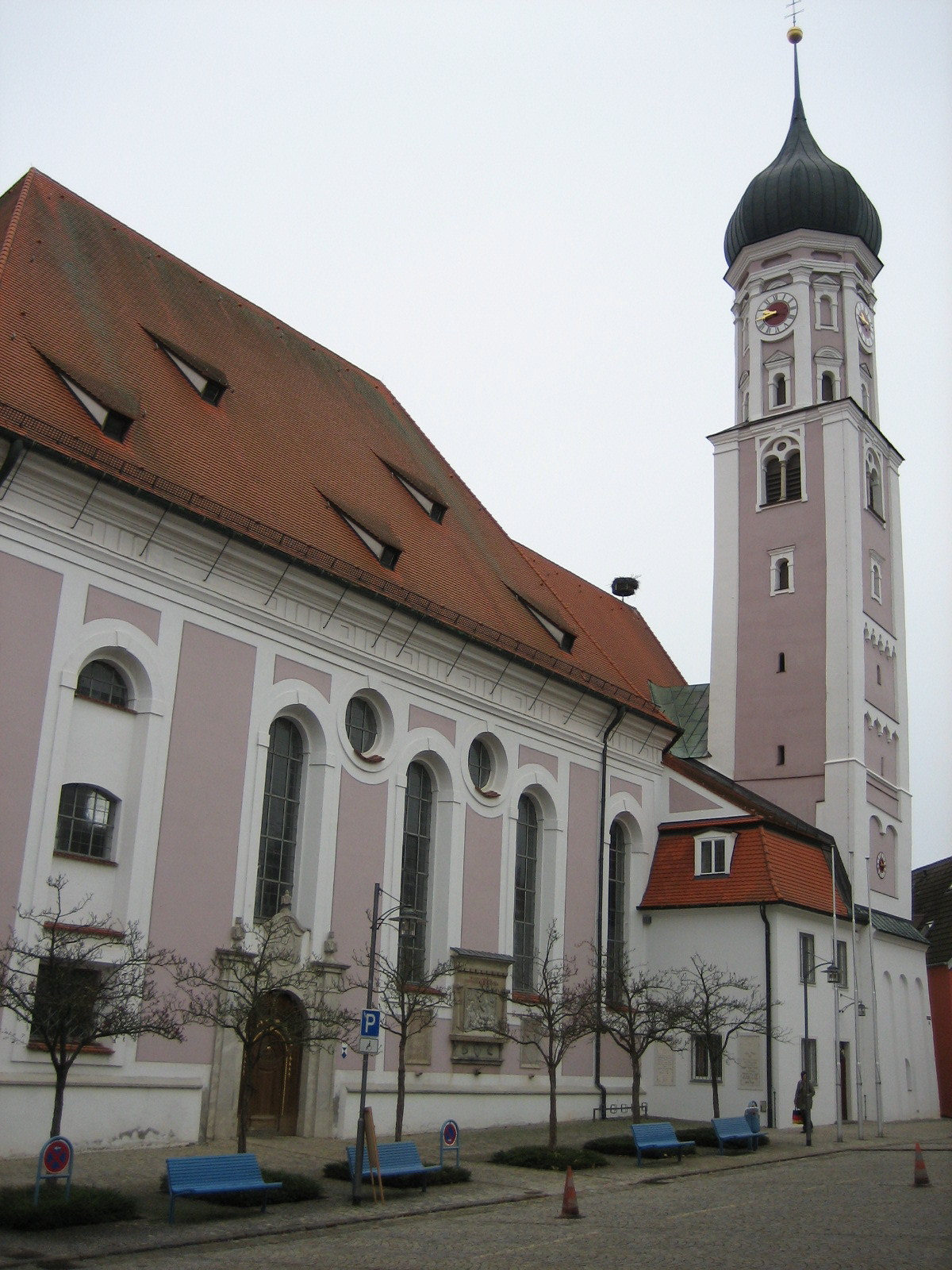
Stadtpfarrkirche
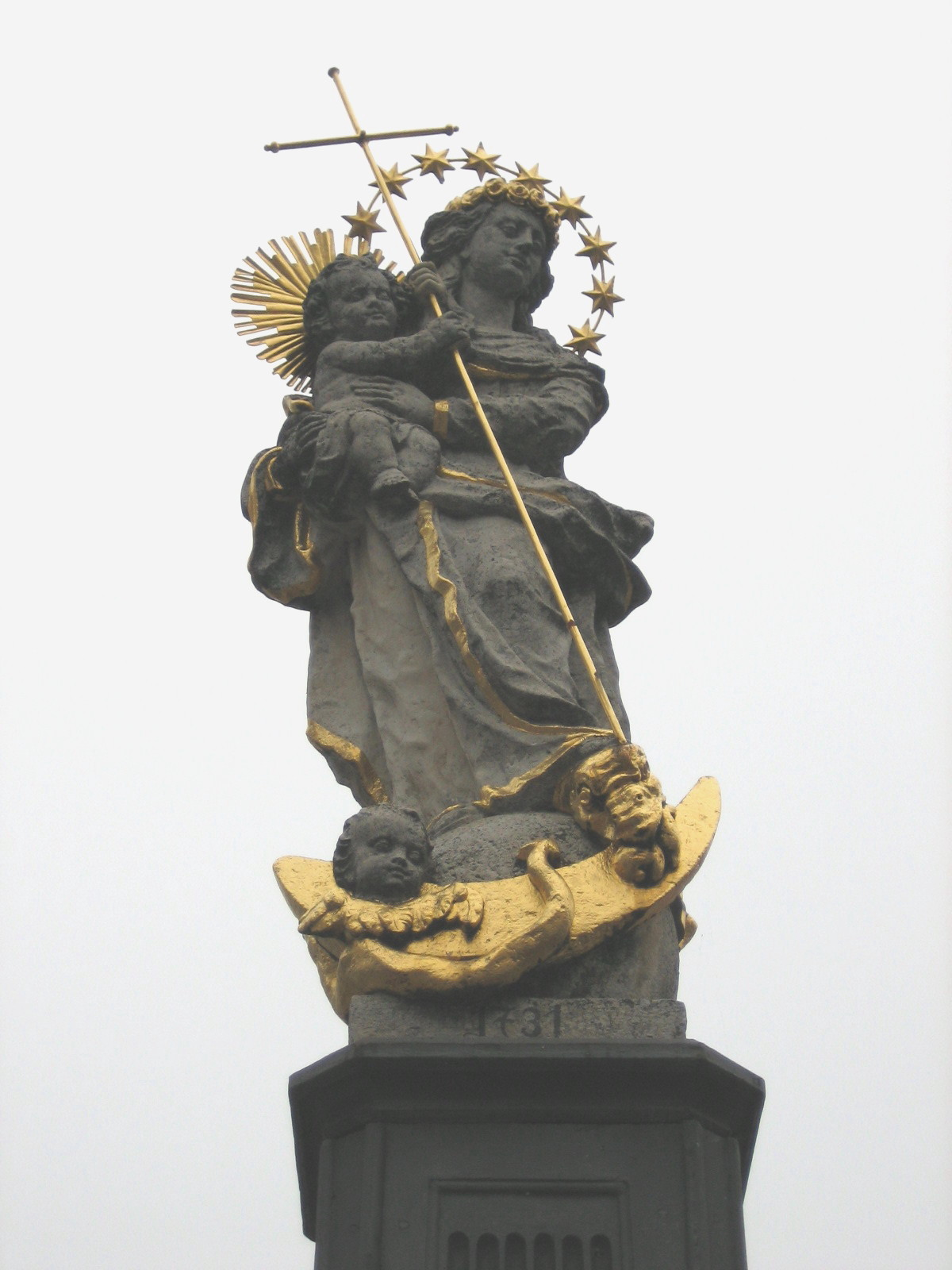
Madonna des Marienbrunnens
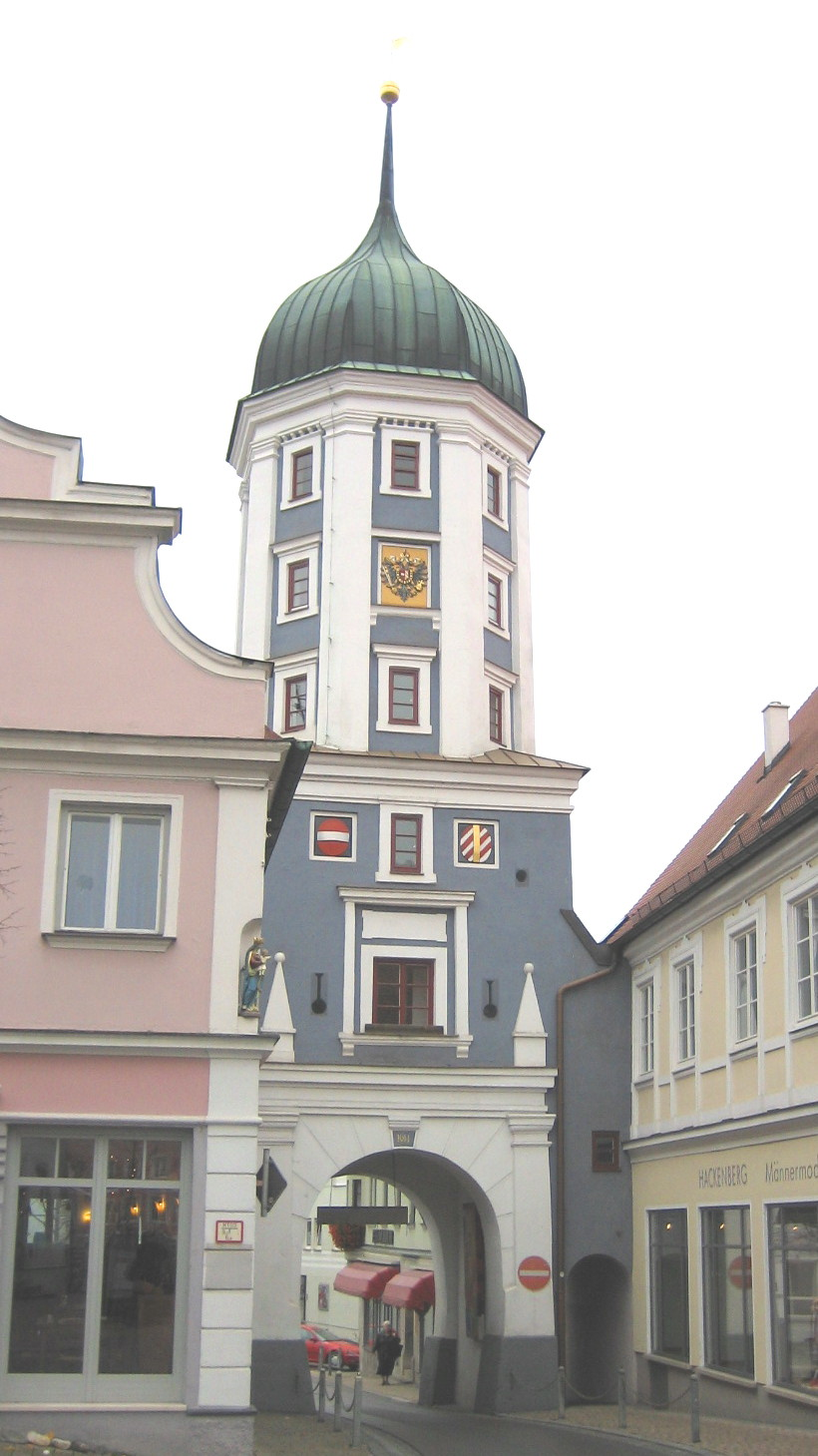
Blockhausturm, stadtauswärts
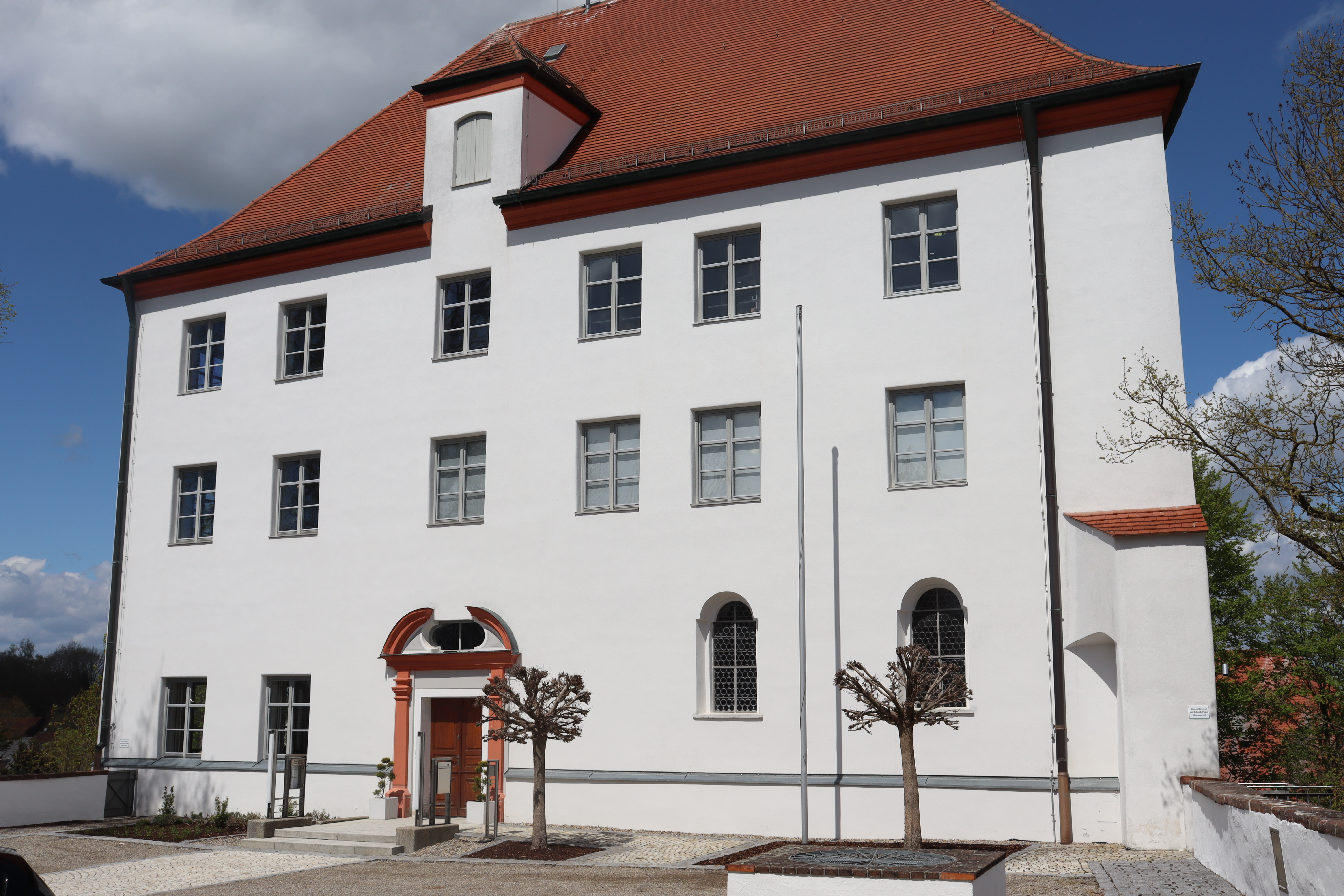
Hauptgebäude des Burgauer Schlosses

### Regelmäßige Veranstaltungen

#### Historische Feste
Im Jahr 1997 feierte die Stadt das 850-jährige Jubiläum der ersten urkundlichen Erwähnung mit einem aufwändigen „Historischen Fest“. In etwas verkleinerter Form wurden weitere historische Feste in den Jahren 2001, 2005, 2009, 2013, 2017 und 2023 gefeiert.
Die gefeierten Anlässe hierzu waren:
- 2001: 700 Jahre Zugehörigkeit zu Vorderösterreich
- 2005: 200 Jahre Zugehörigkeit zu Bayern
- 2009: Burgau im Mittelalter (kein konkreter historischer Anlass)
- 2013: Burgau kehrt ins Mittelalter zurück (kein konkreter historischer Anlass)
- 2017: Burgau im Lutherjahr

Zum Historischen Fest 2023 gab es keinen konkreten Anlass. Das Fest erhielt den neuen Markennamen: Markgrafafescht.
Diese fünftägigen Feste wurden von tausenden Gästen besucht.

#### Burgauer Fasching
Die Kinderbrotspeisung Burgau ist der älteste Faschingsbrauch in der Markgrafenstadt Burgau. 1594 beschloss der Magistrat – begründet durch eine Hungersnot – am Rosenmontag Lebensmittel an die Kinder zu verteilen. Der 425 Jahre alte Brauch der Kinderbrotspeisung wurde auch in der Zeit des Dreißigjährigen Kriegs fortgesetzt – trotz Hunger und Pest. Anfang der 1950er Jahre wurde dieser Brauch von Albert Vogele sen. wieder belebt. Seither zieht die Figur des Trommler-Alberts im Fasching mit Kindern durch die Innenstadt und erhält auf das Rufen von Faschingssprüchen von Geschäftsleuten Essen sowie Süßigkeiten für die Kinder. In der Nachfolge verkörperte Albert Vogele jun. für 40 Jahre den trommelnden Stadtsoldaten. 2017 übernahm dessen Schwiegersohn Bernd Burkhardt die Familien-Tradition weiter und schlüpft in die Rolle des Trommler-Alberts. An diesem Burgauer Faschingsbrauch sind neben dem Trommler-Albert, die Burgauer Stadtsoldaten und die Musikvereinigung der Handschuhmacher beteiligt. Für den Erhalt des Faschingsbrauchtums der Kinderbrotspeisung wurde der Heimatpreis Schwaben im Januar 2018 durch den Bayerischen Heimatminister Markus Söder verliehen.
Einige Beispiele für solche Faschingssprüchlein und Rufe:
- Burga zua, Burga zua – Ohne Strempf und ohne Schuah! Hio!
- I ond Du, ond no a paar, sind mas rechte Lompa, und wenn ma s’Geld versoffa hand, dann mias ma Wassr gompa. Hio!
- I bin a kloina Pumprnikl, i bin a kloina Bär, ond wia mi Gott erschaffa hat, so trab i halt daher. Hio!
- Brezga raus, Brezga raus! Hio!
- Beim Käppelewirt, beim Käppelewirt, dau kehrat d’ Maschker ei. Sie saufat Bier und Branntawei und schiabat d’ Gläsla ei! Hio!
- D’ Fischer-Bäs, d’ Fischer-Bäs hat da beschta Schweizer Käs’! Hio!

Die Kinderbrotspeisung ist auch der Startschuss für den „Straßenfasching“ in Burgau. Seit 2018 findet diese am Rußigen Freitag unter Beteiligung von hunderten Schülerinnen und Schüler statt. Höhepunkte des Faschings in Burgau ist, der am Rosenmontag stattfindende Umzug, welcher jährlich tausende Zuschauer anlockt – Schwabens längster Gaudiwurm. Am besten beschreibt die „Faschingsverrücktheit der Burgauer“ der Spruch: „Am Rosenmontag ist in Burgau selbst das Straßenpflaster narrisch!“.

### Kulinarische Spezialitäten
Neben den Burgauer Busserln, welche Mozartkugeln ähneln, werden als Bonbons sogenannte Schloßbergkiesel angeboten. Als alkoholische Spezialitäten sind Burgauer Obstwasser, Burgauer Schloßgeist und Markgräflicher Burgauer Rat regional bekannt.

### Sport
Der größte Sportverein in Burgau ist der TSV Burgau mit über 1700 Mitgliedern. Überregional bekannt ist der Eishockeyverein ESV Burgau der aktuell in der Landesliga Bayern spielt.

### Weitere Einrichtungen
- Eisstadion Burgau
- Freibad Burgau
- Kapuziner-Halle Burgau
- Albertus-Magnus-Haus
- Neues Theater Burgau
- Skatepark Burgau

## Wirtschaft und Infrastruktur

### Unternehmen
Große in Burgau ansässige Unternehmen sind z. B.:
- Roma KG, Rolladensysteme
- Robatherm GmbH & Co KG, Klimageräte
- Südramol GmbH & Co KG, Errichtung und Betrieb von Tankstellen und Waschstraßen
- Altrad Lescha GmbH, Baumaschinen und -gerätschaften, insbesondere Betonmischer
- Frey Textilreinigung GmbH, Textilreinigung und Mietwäsche

### Verkehr
Am 26. September 1853 wurde der Abschnitt Neu-Ulm–Burgau der Bayerischen Maximiliansbahn mit dem Bahnhof Burgau in Betrieb genommen. Am 1. Mai 1854 wurde daraufhin die Gesamtstrecke der Maximiliansbahn von Ulm über Augsburg nach München offiziell eröffnet. Heute besitzt der an der Bahnstrecke Augsburg–Ulm liegende Bahnhof Burgau (Schwab) drei Gleise und wird im Stundentakt von der Regional-Express-Linie 9, die zwischen Ulm, Augsburg und München verkehrt, bedient.

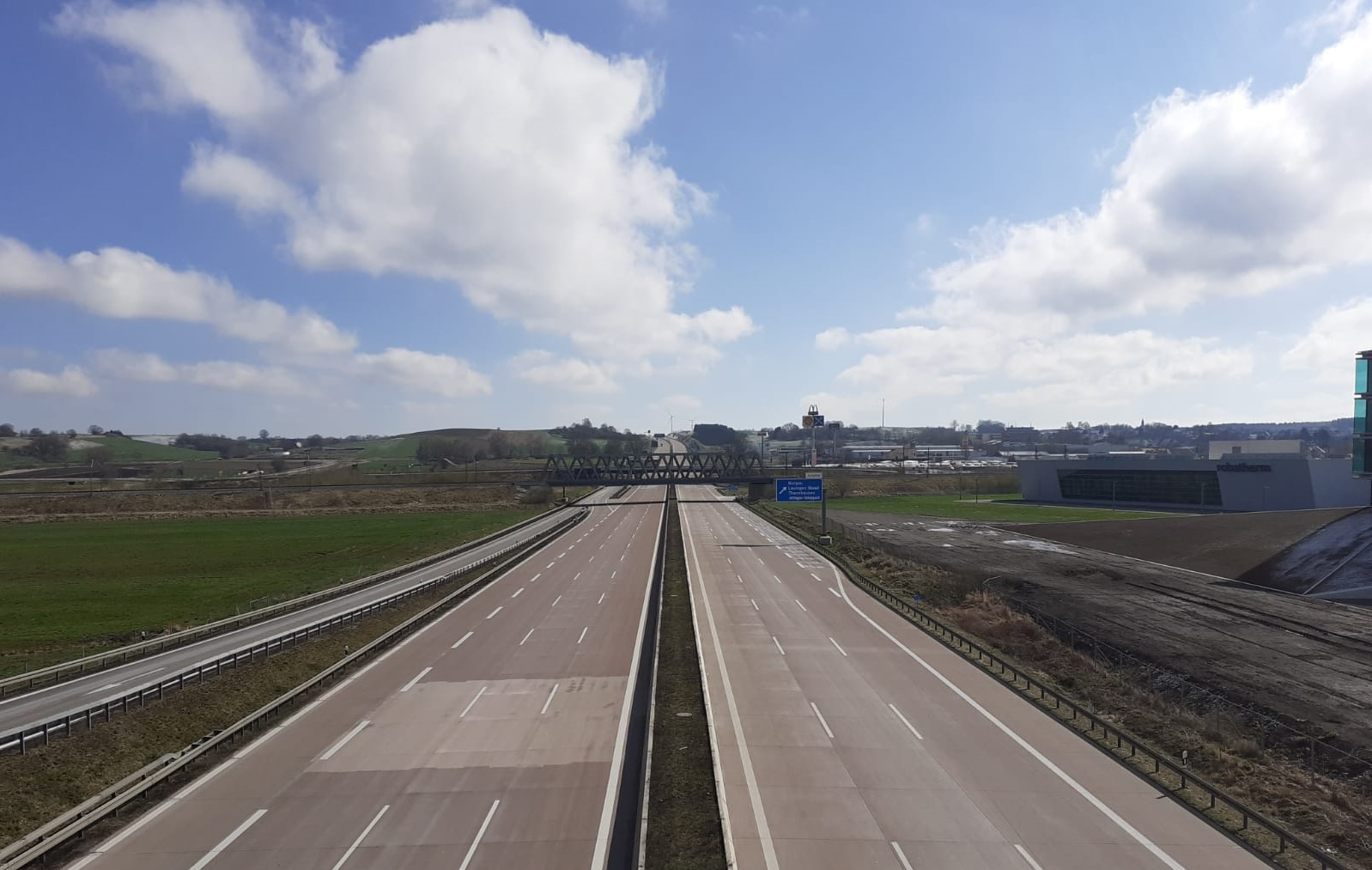
Autobahn A8 bei Burgau

Die Stadt liegt an der Bundesautobahn 8 und hat eine eigene Anschlussstelle.
In Burgau steht der Flexibus zur Verfügung. Dies ist ein per App buchbarer Kleinbus, der an definierten Orten hält.

### Öffentliche Einrichtungen
In Burgau befindet sich das „Therapiezentrum Burgau“. Dies ist eine Fachklinik für Neurologische Rehabilitation. Die Klinik hat 113 Betten und ca. 500 Mitarbeiter. Des Weiteren gibt es eine Seniorenwohnanlage mit 50, speziell für ältere Menschen, angepasste Wohnungen für betreutes Wohnen. Am südlichen Ortsrand befindet sich das Kreisaltenheim mit 70 Zimmern für 80 Menschen.

### Bildung
In Burgau gibt es eine Grundschule, Mittelschule und Realschule. Die Volkshochschule Günzburg bietet eine Nebenstelle in Burgau an. Mit der Stadtbücherei in der Mittelschule und der Pfarrbücherei im Albertus-Magnus-Haus gibt es 2 Büchereien in Burgau.

### Pipeline
In dem Gemeindegebiet von Burgau verläuft aktuell eine Gas-Transportleitungen (Gasleitung Senden-Vohburg). Diese verläuft nördlich von Burgau über Kleinanhausen und Limbach. Aktuell ist eine weiter Transportleitung parallel zur Bestehenden geplant - die Gastransportleitung Augusta.

## Persönlichkeiten

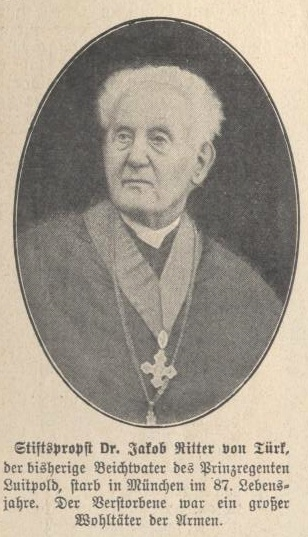
Prälat Jakob von Türk, Ehrenbürger von Burgau

### Ehrenbürger
- Jakob von Türk (1826–1912), Stiftspropst in München, Hofkaplan und Hofbeichtvater von König Ludwig II. und Prinzregent Luitpold

### Söhne und Töchter der Stadt
- Adelheid von Burgau († um 1307), Tochter von Heinrich II. Markgraf von Burgau und Ehefrau des Grafen Rudolf II. von Werdenberg-Sargans
- Joseph Meck (1680–1758), Kapellmeister und Komponist
- Anton Eggstein (1780–1819), Brauer und Abgeordneter des ersten Bayerischen Landtags
- Franz Xaver Glink (1795–1873), Historien- und Kirchenmaler
- Karl Kempter (1819–1871), Komponist und Kirchenmusiker, geboren im Ortsteil Limbach
- Lorenz Kastner (1833–1919), Philosoph
- Johann Mang (1897–1971), Verwaltungsjurist
- Otto Meyer (1926–2014), Pädagoge und Politiker (CSU)
- Winfried Nerdinger (* 1944), Architekturhistoriker
- Dietrich Fink (* 1958), Architekt, Stadtplaner und Hochschullehrer
- Sieglinde Frieß (* 1959), Politikerin (Bündnis 90/Die Grünen)
- Roman Roell (* 1965), Radio- und Fernsehmoderator (Bayerischer Rundfunk, ARD)
- Andreas Mayer (* 1972), Fußballspieler
- Sven Müller (* 1980), Fußballspieler
- Hans Reichhart (* 1982), Politiker (CSU)
- Franziska Jaser (* 1996), Fußballspielerin

### Persönlichkeiten, die in der Stadt gewirkt haben
- Georg Simnacher (1932–2014), Jurist und Politiker (CSU), hat in Burgau gelebt
- Philipp Riederle (* 1994), Podcaster, Referent und Moderator
- Anton Baur (1899–1956), Maler und Politiker, wohnte in Burgau